# Zburzenie Kalisza
Zburzenie Kalisza – wydarzenia z początku I wojny światowej, dotyczące zburzenia Kalisza przez wojska niemieckie. 
W sierpniu 1914 zburzono około 3/4 miasta historycznego, zaś stopień zniszczenia budynków oszacowano na 95%. Straty materialne, które potwierdziła Komisja Szacunkowa Główna w Warszawie, wynosiły ponad 22,43 mln rubli, zaś straty materialne, obliczone w 1918 przez Ubezpieczenia Wzajemne Budowli od Ognia w Królestwie Polskim, oszacowano na 29,5% strat, jakie całe Królestwo Polskie poniosło w czasie I wojny światowej. Szacunki te dotyczyły jedynie substancji budowlanej i nie uwzględniały zniszczonego lub zagrabionego majątku ruchomego, który w 1914 znajdował się w mieście, w tym dóbr kultury, jak dzieła sztuki, zbiory muzealne, archiwalne, biblioteczne itp.

## Sytuacja przed I wojną światową
W przededniu I wojny światowej Kalisz znajdował się w granicach Królestwa Polskiego, kilka kilometrów na wschód od granicy Cesarstwa Niemieckiego, i był stolicą guberni kaliskiej.

## Wydarzenia w sierpniu 1914
1 sierpnia 1914 Cesarstwo Niemieckie wypowiedziało wojnę Imperium Rosyjskiemu. 2 sierpnia w godzinach rannych wojska rosyjskie stacjonujące w Kaliszu podpaliły magazyny wojskowe, dworzec kolejowy oraz wagony towarowe, a następnie opuściły miasto bez walki. Polacy, na czele z prezydentem miasta Bronisławem Bukowińskim, powołali Komitet Obywatelski, który objął władzę w opuszczonym mieście. Tego samego dnia około godz. 14 pojawił się pierwszy patrol niemiecki. W mieście panował spokój i życie powracało do normy. W nocy z 2 na 3 sierpnia do Kalisza wkroczyła 5 kompania 155 pułku piechoty stacjonującego w Ostrowie Wielkopolskim, a następnie reszta II batalionu piechoty dowodzonej przez majora Hermanna Preuskera, który objął stanowisko komendanta miasta.
3 sierpnia w późnych godzinach wieczornych padł pojedynczy strzał, który wywołał zamieszanie. W nocy z 3 na 4 sierpnia strzelanina nasiliła się. Pomimo że mieszkańcy przebywali w domach, zginęło 21 osób cywilnych oraz 6 żołnierzy, a 32 żołnierzy było rannych. Preusker utrzymywał, że to ludność miejscowa zdradziecko strzelała do wojska.
4 sierpnia Preusker wydał odezwę, w której wprowadził represyjne ograniczenia w stosunku do mieszkańców miasta: aresztowano 6 obywateli, grożąc ich rozstrzelaniem. Zażądano 50 tysięcy rubli kontrybucji, wprowadzono godzinę policyjną, zabroniono wydawania gazet, grożono braniem kolejnych zakładników i ich rozstrzeliwaniem. Pomimo zastosowania się do żądań, represje nie ustały. W późnych godzinach popołudniowych Niemcy wycofali się z miasta, a następnie rozpoczęli jego ostrzeliwanie ogniem artyleryjskim z okolicznych wzniesień. Od ostrzałów powstawały pożary. Mimo zakazu, ludność cywilna opuszczała Kalisz, uciekając do pobliskich wsi.
W dniu 7 sierpnia 1914 z Kalisza został wycofany II batalion 155 Regimentu Piechoty, a na jego miejsce wkroczyły wojska saskie – 7 regiment piechoty Korpusu Landwehry Woyrscha, tzw. Śląskiego, pod dowództwem podpułkownika von Hofmanna.
7 sierpnia zdarzył się kolejny incydent – na skutek paniki wywołanej na Głównym Rynku przez żołnierzy niemieckich z powodu galopującego samotnie konia, powstała bezładna strzelanina, w której zginęli przypadkowi przechodnie oraz żołnierze. W następstwie tego incydentu na rynku i na ulicy Wrocławskiej Niemcy ustawili kartaczownice i przez prawie godzinę ostrzeliwali miasto. W wyniku ostrzału zginęło około 100 cywilów, a ranni byli dobijani bagnetami. Po południu podpalono ratusz, rozstrzeliwując uciekających urzędników. Po wycofaniu się wojska z miasta rozpoczęto kolejne ostrzeliwanie, które trwało całą noc z 7 na 8 sierpnia.
8 sierpnia w godzinach rannych do miasta wkroczyło wojsko, które z premedytacją rozpoczęło niszczenie mieszkań, przeprowadzając rewizje oraz aresztowania. Zatrzymano około 800 mężczyzn, z których wielu zostało rozstrzelanych.
Od 9 sierpnia najeźdźcy rozpoczęli systematyczne burzenie i podpalanie miasta, które trwało do 22 sierpnia 1914. Dochodziło też do rabunków sklepów i mieszkań.
15 sierpnia 7 Regiment Piechoty opuścił Kalisz, a następnie razem z całą 3 Dywizją Landwehry został skierowany do Opoczna. Dzień wcześniej, 14 sierpnia do Kalisza przybyli żołnierze 133 Pułku Piechoty Landwehry pod dowództwem pułkownika Wirtha, wchodzący w skład 24 Dywizji Rezerwy II Królewskiego Saskiego Korpusu Armii.
Zniszczenie miasta stanowiło pogwałcenie IV konwencji haskiej z 1907, zwłaszcza art. 25 (zakaz bombardowania bezbronnych osiedli) i art. 28 (zakaz rabowania miast lub miejsc nawet zdobytych szturmem), branie zakładników było sprzeczne z art. 50 o zakazie kar zbiorowych.
Również Wojskowy Kodeks Karny Rzeszy z 20 czerwca 1872 zawierał stosowne regulacje:
- § 127. Jeżeli osoba stanu żołnierskiego popełni w polu[6] kradzież, sprzeniewierzenie, uszkodzenie cielesne, zbrodnię lub występek przeciw obyczajności, ściganie przestępstwa niezależne jest od skargi poszkodowanego lub innej osoby uprawnionej do składania takiego wniosku.
- § 129. Dopuszcza się plądrowania, kto w polu, korzystając z popłochu wojennego lub nadużywając swej przewagi wojskowej: 1. zabiera jawnie lub wymusza w zamiarze bezprawnego przywłaszczenia sobie rzeczy, należące do mieszkańców kraju; 2. bez upoważnienia nakłada kontrybucje wojenne lub przymusowe dostawy, albo przekracza miarę rekwizycji sobie poruczonych, o ile to czyni dla swej korzyści.
- § 131 groził za plądrowanie więzieniem do lat 5 i przeniesieniem do drugiej klasy żołnierzy[7].
- § 132. Złośliwe lub swawolne spustoszenie lub zniszczenie cudzych rzeczy w polu, ulega karze pozbawienia wolności do lat 2, w cięższych wypadkach – tej samej karze co plądrowanie.
- § 133. 1. Jeżeli plądrowanie lub czyn tak samo karany spełniono za pomocą gwałtu na osobie, orzeka się więzienie do lat 10. Jeżeli przez gwałt spowodowano ciężkie uszkodzenie ciała, stosuje się więzienie na czas nie krótszy od lat 10; jeżeli zaś spowodowano śmierć człowieka – karę śmierci, w wypadkach mniejszej wagi – dożywotnie ciężkie więzienie. 2. Tym samym karom ulegają przywódcy (Rädelsführer), jeżeli przestępstwo spełniło więcej osób. Uczestnicy takiego przestępstwa, którzy sami nie dopuścili się gwałtu na osobie, ulegają karze więzienia do lat 10; równocześnie orzeka się przeniesienie do drugiej klasy żołnierzy.
- Przestępstwo popełnione na rozkaz nie było usprawiedliwione (§. 47).

25 maja 1915 niemieckie władze okupacyjne ogłosiły własną wersję powodu zburzenia miasta, a odpowiedzialnością za nie obarczono mieszkańców Kalisza. 
Wydarzenia te zostały przywołane i opisane, z punktu widzenia jednej z głównych postaci, w powieści Noce i dnie (1931–1934) Marii Dąbrowskiej.

## Miasto po zburzeniu
W wyniku tych barbarzyńskich działań trwających, jako zorganizowane i systematyczne burzenie miasta, do 22 sierpnia 1914 r., legło w gruzach zabytkowe śródmieście, z którego ocalały jedynie kościoły i zabudowania klasztorne, zabudowania pojezuickie z gmachem gubernatora, budynek Męskiego Gimnazjum Klasycznego (dzisiejsze liceum im. A. Asnyka) oraz domy mieszkalne położone w okolicy ulicy Piskorzewskiej. Zburzone zostało także Przedmieście Wrocławskie. Łącznie w trakcie ostrzeliwania i podpalania miasta zniszczeniu uległo 426 budynków mieszkalnych, 9 zakładów przemysłowych i kilka budynków użyteczności publicznej, wśród których wymienić należy ratusz spalony 7 sierpnia i teatr podpalony 16 sierpnia. Pod koniec 1914 roku Kalisz liczył tylko 5000 mieszkańców, podczas gdy przed wojną ich liczba sięgała 70 tysięcy.

## 100. rocznica zburzenia miasta
W 2014 władze Kalisza zorganizowały obchody 100. rocznicy zburzenia miasta pod hasłem „Kalisz–Feniks 1914–2014”, w nawiązaniu do mitycznego ptaka Feniksa, uznawanego za symbol wiecznego odradzania się życia. W ramach obchodów odbyło się m.in. widowisko światła i dźwięku w przestrzeni miasta „I narodzę się znowu. Jak Feniks.” oraz wystawa plenerowa ukazująca poszczególne fragmenty miasta po zburzeniu w 1914.

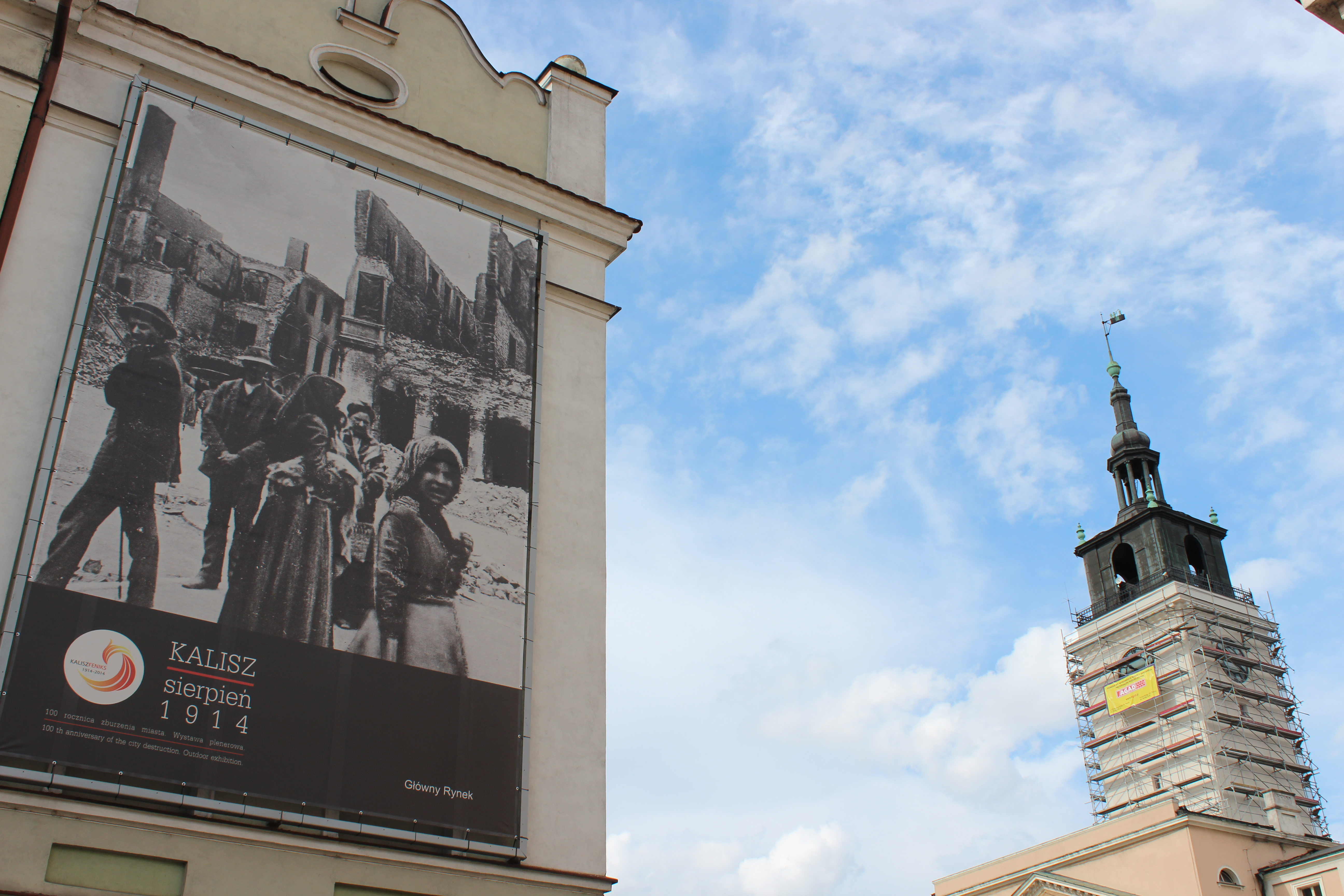
Zniszczenia na Głównym Rynku
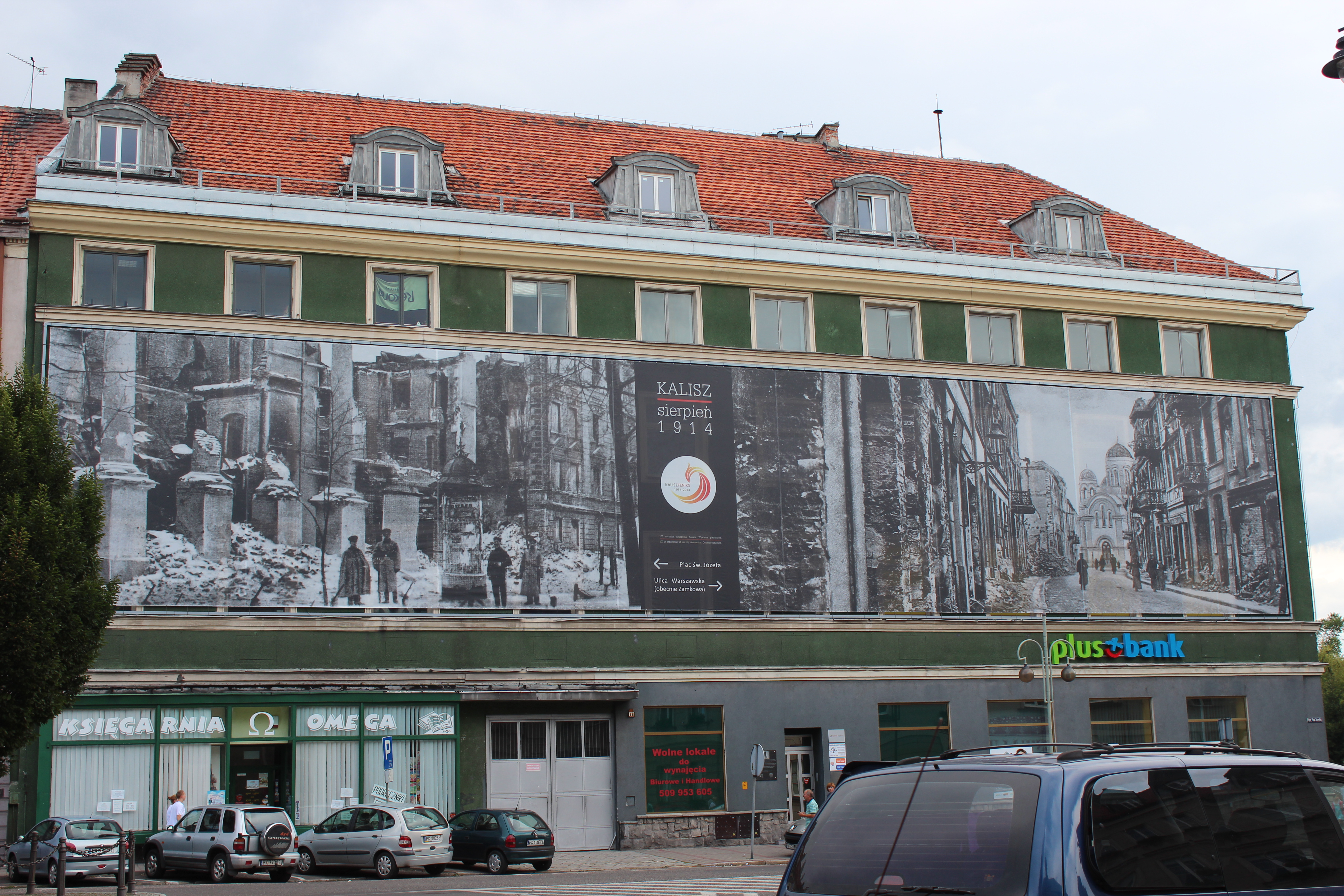
Zniszczenia na placu św. Józefa / ul. Warszawskiej (obecnie Zamkowej)
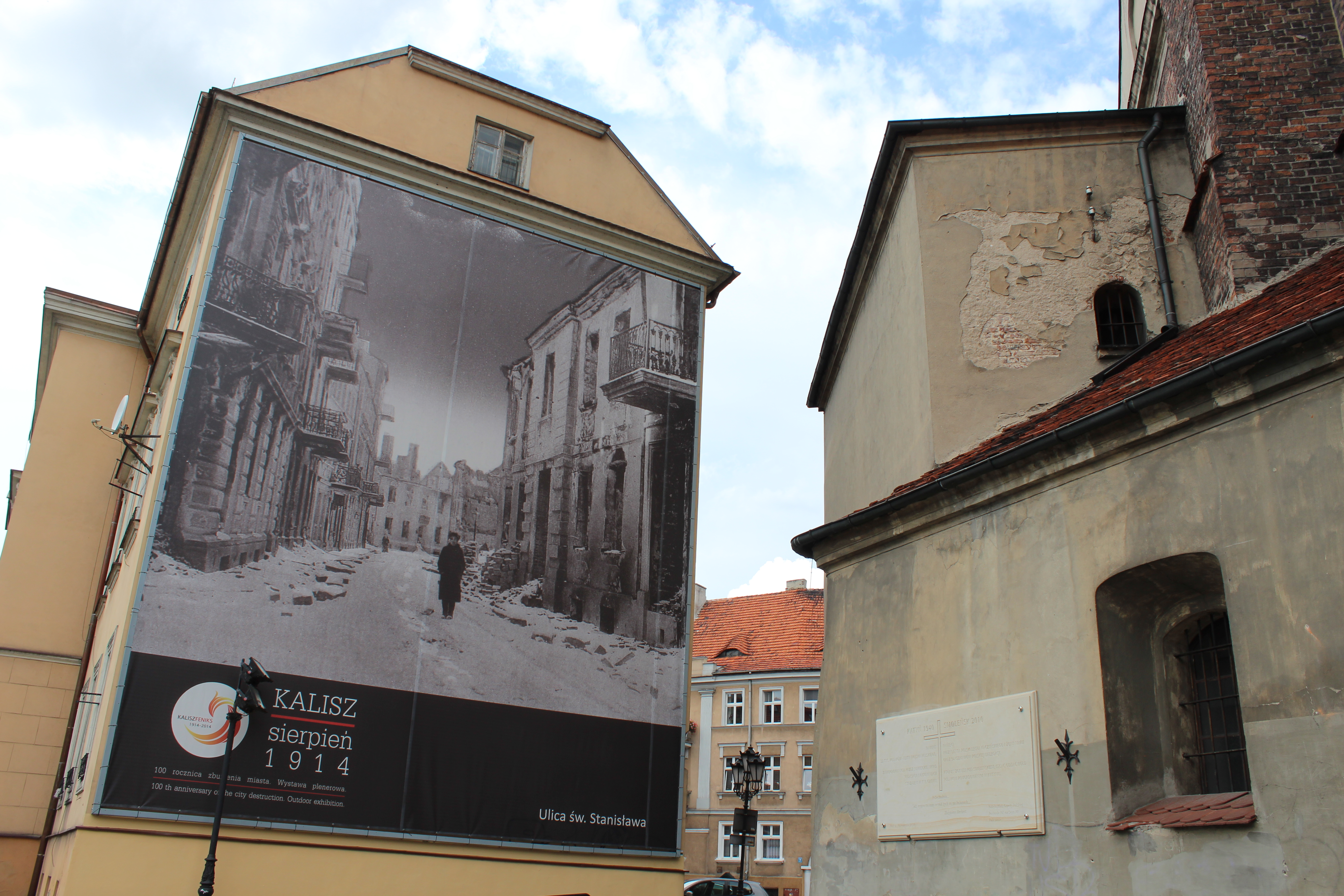
Zniszczenia na ul. św. Stanisława
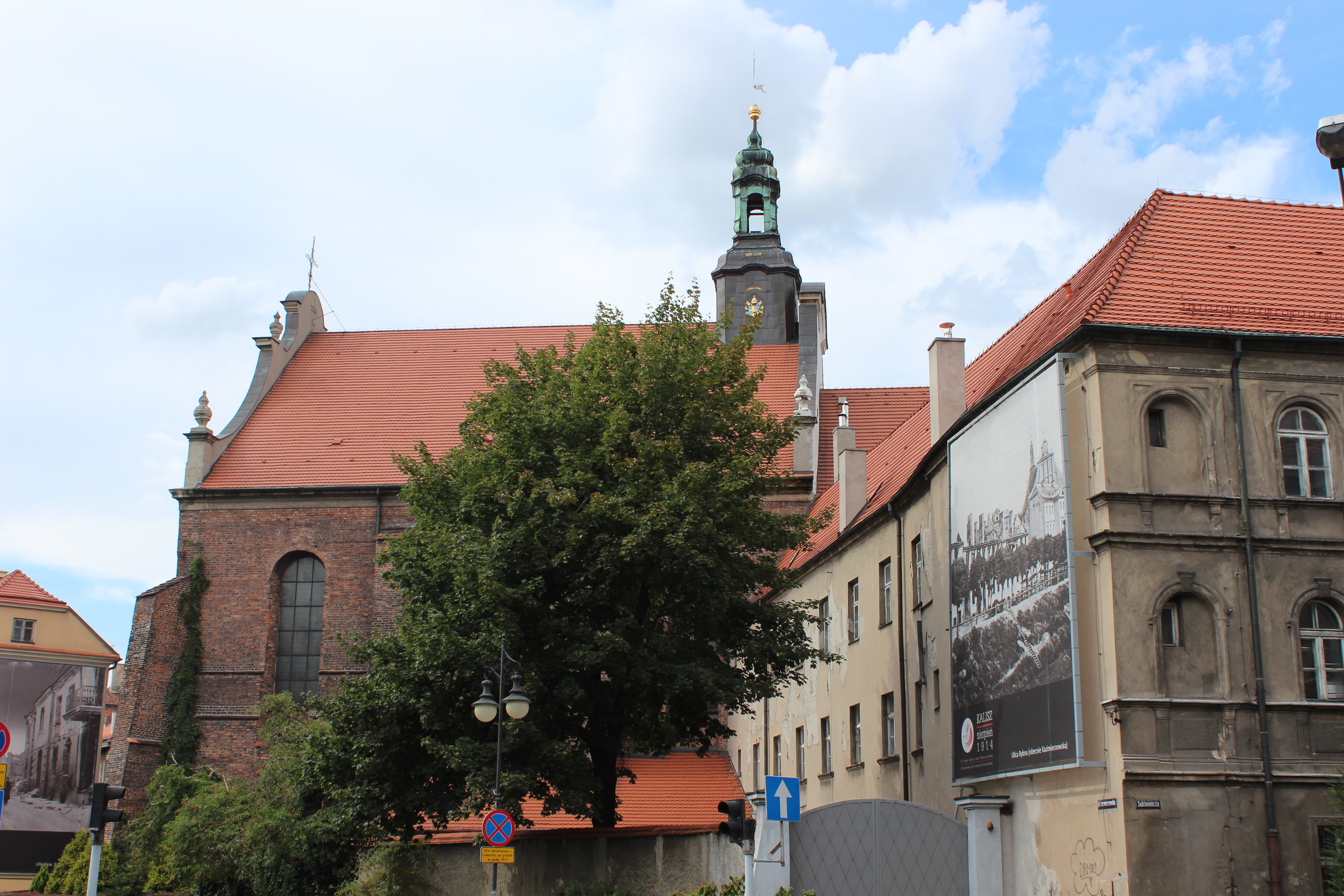
ul. Kazimierzowska
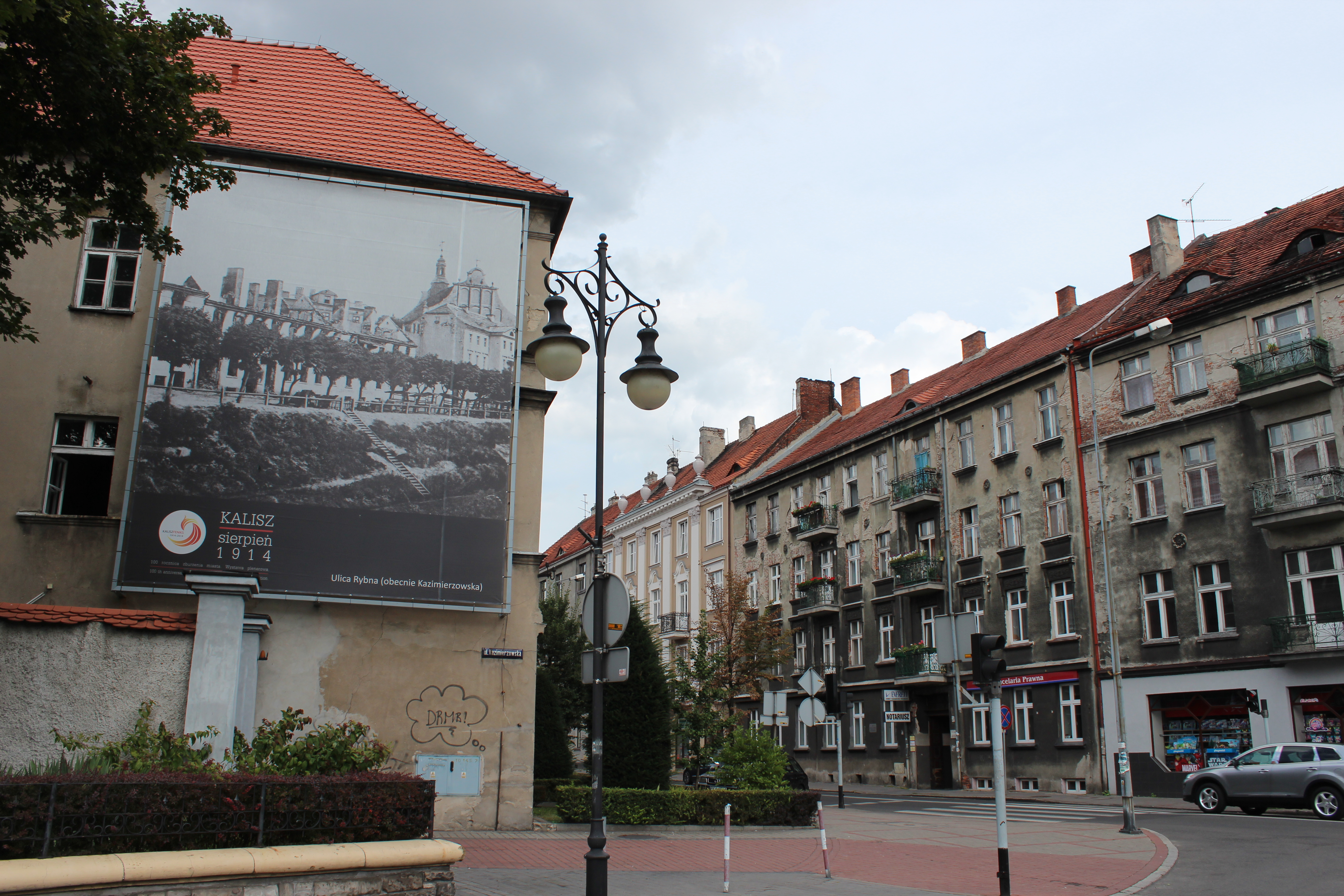
Zniszczenia przy ul. Rybnej (obecnie Kazimierzowskiej)
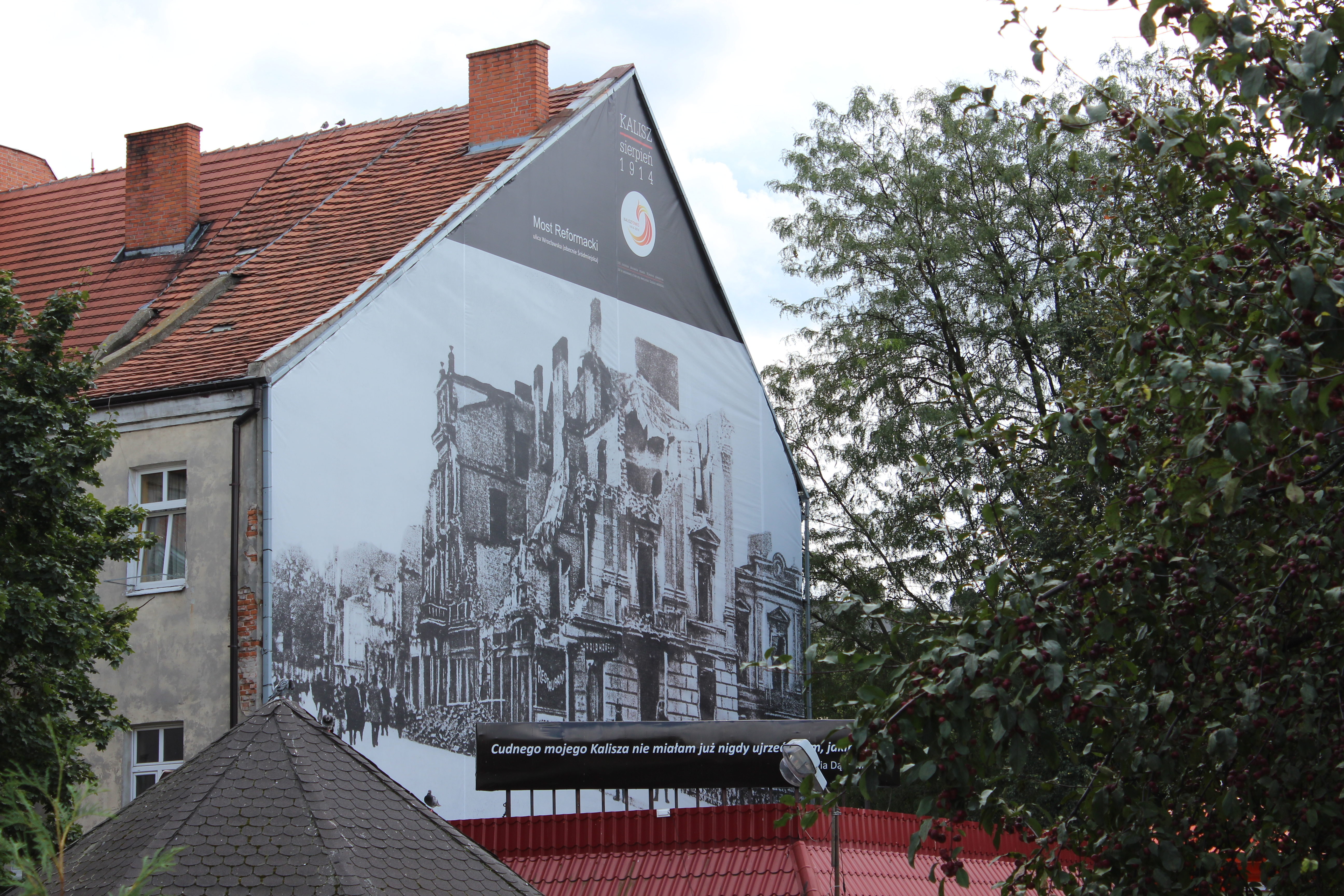
Zniszczenia w okolicy mostu Reformackiego i ul. Wrocławskiej (obecnie Śródmiejskiej)